# Institut za filozofiju i društvenu teoriju
Institut za filozofiju i društvenu teoriju Univerziteta u Beogradu sistematski i dugoročno istražuje oblasti filozofije i socijalne teorije. 
Teoretičare, teoretičarke, istraživače i istraživačice ove naučne ustanove povezuje zajednički napor da u okvirima svojih specifičnih oblasti (filozofske antropologije, socijalne teorije, istorije socijalnih ideja, istorije filozofije, filozofije nauke, filozofije jezika, bioetike, sociologije religije, filozofije politike, epistemologije, etike, socijalne antropologije, političke sociologije, sociologije nauke...) reflektuju temeljna znanja svojih disciplina ali, i da na interdisciplinaran način kontekstualizuju savremena naučna kretanja u Srbiji i svetu.
Saradnici i saradnice Instituta angažovani su u nastavi na fakultetima društvenih nauka i filozofije Univerziteta u Srbiji i regionu. Poseban napor ulaže se u uključivanje mladih i perspektivnih istraživača i istraživačica, dok se podstrek na dijalog sa širom naučnom zajednicom ostvaruje u organizaciji skupova, radionica i predavanja.
Osnovna naučno-istraživačka delatnost organizuje se kroz projektne cikluse u saradnji sa Ministarstvom prosvete, nauke i tehnološkog razvoja. Institut učestvuje u međunarodnim projektima, zajedno sa internacionalnim institucijama.
Pored osnovne naučno-istraživačke delatnosti, Institut ima razvijenu izdavačku delatnost.
Tekstovi u časopisu, kao i knjige koje se objavljuju, prateći izdavačku i naučnu politiku Insituta, podležu peer-review procesu i recenziranju.kao i knjige koje se objavljuju, prateći izdavačku i naučnu politiku Insituta, podležu peer-review procesu i recenziranju.

## Istorijat
Disidentski pokret je u socijalističkoj Jugoslaviji predstavljao jedan od važnih elemenata intelektualnog i akademskog pejzaža i u tom smislu je beogradski ogranak Praxis filozofije neposredno vezan za osnivanje i početak rada Instituta za filozofiju i društvenu teoriju.
Sam Institut je – pre nego što je 12. februara 1992. dobio svoje sadašnje ime i istraživački status usmeren u vidu projektnih ciklusa – započeo s aktivnostima najpre na neformalni način u vidu okupljanja grupe univerzitetskih profesora (Golubović, Inđić, Marković, Mićunović, Popov, Stojanović, Tadić, Životić) kojima je od 1975. zvanično bio uskraćen predavački rad na Univerzitetu. Jasna politička usmerenost njihovih akcija i nesumnjiv uticaj u formiranju javnog mnjenja u Srbiji ali i u Jugoslaviji, kao i ugled koji su ovi profesori izazivali u svetskim akademskim krugovima, učinio je da se 16. jula 1981. osnuje Centar za filozofiju i društvenu teoriju u okviru postojećeg Instituta društvenih nauka.

## Istraživačke jedinice Instituta za filozofiju i društvenu teoriju

### Grupa za praktičnu filozofiju i socijalnu ontologiju
Grupa za praktičnu filozofiju i socijalnu ontologiju je istraživačka jedinica Instituta za filozofiju i društvenu teoriju Univerziteta u Beogradu. Grupa objedinjuje pre svega teorijsko-istraživačke  aktivnosti, koje ostvaruje grupa filozofa, sociologa, antropologa, politikologa, istoričara i drugih. Rad Grupe treba da uzme u obzir da se oblasti praktične filozofije i socijalne ontologije tiču nekih temeljnih filozofskih pitanja.
Praktična filozofija izučava pitanje ljudske prakse i obuhvata pre svega područja etike, filozofije prava, političke filozofije. Praktična filozofija izvorno postavlja pitanje o karakteru i smislu svrsishodnog praktičnog i političkog delanja, a time i pitanje razgraničenja spram teoretskog mišljenja. Praktična filozofija se ujedno razgraničava od teoretske filozofije i određuje posebnost svog teoretskog statusa. Novovekovno određenje određuje praktičnu filozofiju kao refleksiju onoga što treba da bude, za razliku od teoretske filozofije koja se bavi onim što jeste. Noviji koncepti praktične filozofije se bave udelom prakse u teoriji i u žižu svojih razmatranja stavljaju odnos spoznaje i interesa, odnos spoznaje i pojedinačne ili kolektivne intencionalnosti. Pri tome se oblast refleksije prakse diferencira na pragmatične, hermeneutičke, transcendentalnofilozofske, biopolitičke i druge pristupe, ali i na sve veći broj specijalizovanih pojedinačnih disciplina.
Od posebnog interesa za rad Grupe ovde biće status primenjene etike. Ona se čvrsto oslanja na opštu etiku koja se deli na deskriptivnu, normativnu i metaetiku. Za primenjenu etiku je pre svega značajna normativna opšta etika, jer se bavi racionalnim utemeljenjem formalnog moralnog načela i njegovom orijentacionom funkcijom u ljudskom životu. Primenjena etika reaguje na potrebu delanja u pogledu na određene alternative delanja. S jedne strane, ona je sistematska primena normativno-etičkih načela na konkretne prostore delanja, dok se s druge odnosi na određena tematska područja (bioetika, medicinska etika, etika mira itd.) i potrebu za iznalaženje odgovarajućih normativnih kataloga.
Aktivnosti Grupe treba da se posvete fenomenu namenskog etičkog uspostavljanja osnovnih pravila za određena tematska i akciona polja, specijalnih pravila za pojedinačne tipove slučajeva, kao i pojedinačnih pravila za pojedinačne slučajeve. Pri tome će se voditi računa o tome da filozofska praksa shvaćena na ovaj način ima pre svega savetodavni karakter. Praktična filozofija i filozofska praksa su u prvom redu mesta izrade koncepata primenjene etike, ali i mesta samoodređenja i samorefleksije pri čemu se u određenoj situaciji nude kako formalna tako i materijalna stručna kompetentnost.
Filozofsko savetovanje Архивирано на веб-сајту  (19. октобар 2020) je posebno interesantno ako se odnosi na kolektivne aktere i tzv. institucionalno delanje, ukoliko se pođe od toga da onaj koji dela u okviru neke legitimne institucije ne snosi odgovornost za svoje postupke u potpunosti i na isti način kao kada je reč o pojedinačnom delanju. Etičke smernice za institucionalno delanje sve se više donose u okviru tzv. etičkih komisija koje treba da su orijentisane na konsenzus i da društvu ponude racionalne argumente i moralno prihvatljiva rešenja.
Izučavanja u oblasti socijalne ontologije počivaju upravo na sve većem značaju institucionalnog delanja za praktičnu filozofiju, a jedno od centralnih pitanja socijalne ontologije tiče se upravo statusa kolektivnih aktera i kolektivne intencionalnosti. Socijalna ontologija se pre svega bavi studijem suštine socijalnih činjenica, odnosno ontološkim statusom ljudskih interakcija i kolektivnih aktera. Ona postavlja pitanja o specifičnosti i potrebi uvođenja posebnih ontoloških kategorija za zahvatanje socijalne stvarnosti ili o socijalnoj modifikaciji nekih temeljnih kategorija (npr. uzročnosti).
Ovde je, takođe, od centralnog značaja i pitanje o ontološkom statusu socijalnih normi i genezi njihovog važenja. Unutar socijalne ontologije ova pitanja razmatraju se u rasponu od ontološkog individualizma do ontološkog kolektivizma, odnosno od stava da individue sačinjavaju socijalnu stvarnost do stava da socijalni entiteti stvarno postoje i da suštinski prevazilaze našu individualnu stvarnost. U kontekstu razmatranja tih alternativa posebno je značajno obratiti pažnju na analizu iskaza koji se odnose na zajedničke radnje najmanje dva subjekta tj. minimalnu zajedničku intencionalnost kao osnovnu formu zajedništva. Osim kolektivne intencionalnosti, za status socijalnih činjenica bitni su i funkcionalna raspodela i konstitutivna pravila, a to pre svega kada su u pitanju institucionalne činjenice kao poseban deo socijalnih činjenica.

### Grupa za studije angažovanosti
Grupa za studije angažovanosti je istraživačka jedinica Instituta za filozofiju i društvenu teoriju Univerziteta u Beogradu, koja objedinjuje teorijsko-istraživačke, empirijsko-istraživačke i konsultativne aktivnosti, koje ostvaruje zajednica filozofa, sociologa, antropologa, politikologa, istoričara i dr. Postavljajući kao svoj cilj aktivno preispitivanje problema angažovanosti, grupa se oslanja na viziju i ideje koje su inspirisale i samo utemeljenje Instituta za filozofiju i društvenu teoriju 1992. godine.
Vizija grupe je naučna zajednica koja će podsticati javni angažman i kritičko mišljenje, aktivno raditi na širenju opsega javnih rasprava, i zalagati se za sistematsko obrazovanje edukaciju o istoriji, dilemama i oblicima emancipatornih praksi i učešća u društvenom životu. Promišljanje angažovanosti zahteva uključivanje širokog opsega tema i pristupa. Uzimajući u obzir pojmovno i istorijsko nasleđe ideje angažmana, Grupa za studije angažovanosti nastoji da pokrene raznovrsna pitanja, polazeći od osnovnih pitanja: kako nešto postaje angažman; kakvi su uslovi mogućnosti za razvoj delovanja koje se smatra angažovanim; kako se angažovanost artikuliše i kako se procenjuje, u skladu s kojim društvenim očekivanjima; kakvi su konteksti u kojima se angažovanost ispoljava i čime se oni uslovljeni; da li je angažovanost stanje ili proces; da li je intencionalna, varijabilna ili kontingentna; u kojoj meri zahteva društvenost i u kojoj meri prihvata ili osporava njene norme?
U duhu multidisciplinarnosti i dijaloga, Grupa razvija kritički potencijal tema za koje istraživačice i istraživači okupljeni u njoj smatraju da su od presudnog značaja za mišljenje i delovanje u savremenom svetu. Te teme se prevashodno odnose na društvena, građanska i politička kretanja u prostoru javnosti koja teže aktivnoj promeni zatečenog stanja, kao i na moć delovanja pojedinaca i širih zajednica. U tom kontekstu, ključna su pitanja delotvornosti angažmana, (samo)emancipacije, (granica) solidarnosti i otpora u cilju društvenih promena. Zbog toga je razmatranje društvenih pokreta, kao prostora emancipacije, otpora i solidarnosti, važno za razumevanje angažovanosti. No, pored uslova mogućnosti angažovane promene, Grupa se, takođe, usredsređuje na istorijske i savremene okolnosti koje se isprečuju na putu promena, s uverenjem da njihovo razumevanje može da doprinese alternativnim oblicima delovanja i mišljenja.
Imajući na umu važnost društvenog konteksta, Grupa se u svom radu posvećuje temeljnom izučavanju uticaja objektivnih društvenih činilaca – strukture distribucije važnih resursa, materijalnih uslova života, klasne, etničke i verske pripadnosti, starosti, itd. – na delatni potencijal pojedinaca i grupa. U ovakvoj vrsti problematizacije pitanja angažovanosti, jednako će biti analizirane istorijske i strukturne specifičnosti pojedinih društava i globalna kretanja pod kojima se pomenute determinante preoblikuju.
Grupa za studije angažovanosti razmatra i pitanja roda, imajući u vidu njegova ukrštanja sa srodnim fenomenima klase, boje kože, seksualne orijentacije, sposobnosti itd. Rod, telesnost i seksualnost razumeju se kao široko postavljeni društveno-politički fenomeni, koji se mogu genealoški tumačiti u sprezi s tim kako se formira(la) javnost (i privatnost), kako se razvijaju znanja o telu, kako se u političkom smislu definiše građanstvo itd.
Da bi se odredilo šta angažovanost jeste i u kojim se kontekstima pojavljuje, prilazi joj se kako odozgo tako i odozdo, iz perspektive svakodnevnog iskustva. Moć delovanja društvenih aktera/akterki neodvojiva je od strukture svakodnevnog iskustva koje je uslovljeno državnim, pravnim, institucionalnim aranžmanima, ali i kontingentnom činjenicom otelovljenosti u određenom polu, određenoj boji kože itd. Zbog toga je za razumevanje moći delovanja od presudne važnosti ispitivanje odnosa između privatne i javne sfere. Promišljanje privatnog i javnog, kao i pokušaj razgradnje te podele, u neposrednoj je vezi s razumevanjem moći delovanja građana/građanki, te uslova mogućnosti građanstva. Za studije angažovanosti ključno je pitanje širine i otvorenosti političke zajednice, kao i građanske komunalnosti.
Grupa posebnu pažnju posvećuje javnoj ulozi teorije i angažovanog prenosa znanja. Da li i na koji način društvena teorija generiše društvenu promenu, te kako se teorijsko znanje mobiliše za proizvodnju javnih politika? Kakva je veza između angažovanog teorijskog i javnog intelektualnog rada? Da li se uspostavljanjem te veze narušava autonomija naučnika/naučnica, da li se dovode u pitanje fundamentalni principi naučnog rada? Da li je kritičko znanje ikada objektivno ili je uvek neophodno misliti o znanjima kao situiranim? Može li se povući paralela između ranijih određenja angažovanih teoretičara i ovih savremenih, imajući u vidu promene u strukturi aktivizma, civilnog društva, ali i samog sistema proizvodnje, diseminacije i vrednovanja znanja?

## Izdavaštvo
Izdavačka delatnost je neodvojivi i prepoznatljivi deo angažovanosti Instituta. Gotovo od njegovog osnivanja, ona se odvijala kroz ediciju Fronesis. U njoj su objavljivane reprezentativne monografije i stručne studije članova i saradnika Instituta. Nešto kasnije pokrenuta edicija Disput profilisana je tako da relevatne autorske priloge okuplja u zbornike radova o savremenim filozofskim problemima i društvenim izazovima. U najnovijoj biblioteci Conferentia objavljuju se prilozi s međunarodnih naučnih skupova koje organizuje Institut i na taj način predstavljaju različite orijentacije koje produktivno tematizuju recentna teorijska i politička kretanja.
Od 1987. pojavljuje se periodično izdanje časopisa sa ustaljenim naslovom Filozofija i društvo, najpre u vidu zbornika, jednom godišnje, a od 2011. izlaze redovno četiri broja.

## Biblioteka
Biblioteka je osnovana 1957. godine kao posebna jedinica Odeljenja za dokumentaciju Instituta društvenih nauka sa zadatkom da sakuplja i obrađuje domaću i svetsku literaturu i dokumentacionu građu iz oblasti društvenih nauka. Njen knjižni fond je zajednički za Institut za filozofiju i društvenu teoriju i za Institut društvenih nauka. Za 57 godina postojanja formiran je knjižni fond od 136.000 primeraka domaćih i stranih monografskih i serijskih publikacija. Osnovni fond biblioteke čini oko 65.000 naslova monografija, zatim priručnici (enciklopedije, rečnici, godišnjaci, bibliografije), domaći i strani časopisi. Poseban deo fonda predstavlja 35.000 knjiga koje je ova biblioteka preuzela nakon gašenja Ekonomskog instituta FNRJ kao i kompleti stručnih časopisa dobijenih na poklon od „Fordove fondacije” što ovu biblioteku čini jednom od najbogatijih specijalizovanih biblioteka iz oblasti društvenih nauka.